# За Елизу
3а Елизу је назив једне од најпопуларнијих композиција Лудвига ван Бетовена, Багатела у A молу (WoO 59 и Bia 515) за соло клавир, означена poco moto датирана на 27. април 1810. Оригинални потписани рукопис је изгубљен и само дело није објављено до 1865.

## Позадина
Није сигурно ко је Елиза. Неки научници су тврдили да је она била Бетовенова пета љубавница, док су други сугерисали да је откривач комада, Лудвиг Нол, можда погрешно преписао наслов, а да је оригинални рад назван „За Терезу“ (по Терерези Малфати фон Роренбах цу Деза, Бетовеновој пријатељици и ученици коју је он запросио 1810, али је она одбила и удала се за племића и аустријског државног чиновника Вилхема фон Дросдика 1816). Још једна теорија је да је Елизабета Рекел Елиза (1793–1883), немачки сопран и сестра Јосипа августа Рекел. Није познато како је аутограм од 'Албумблат' Уо 59 завршио у поседу Бабете Бредл (који има такође у власништву остале примерке Бетовенова дела у руци Тереза Малфате) у Минхену.

### Контроверза
Дана 13. октобра 2009. пијаниста и музиколог Лука Чанторе, представљајући своје 8 година дуго истраживања на Универзитету у Барселони, изјавио је да  овај комад није писао Бетовен, већ немачки музиколог Лудвиг Нол, који је комбиновао неколико некатегорисаних Бетовенових партитура..